# 올림픽 룩셈부르크 선수단
올림픽 룩셈부르크 선수단은 룩셈부르크를 대표하여 올림픽에 참가하는 선수단이다. 룩셈부르크의 국가 올림픽 위원회인 룩셈부르크 올림픽 스포츠 위원회는 1912년에 창설되어 1912년 스톡홀름 하계 올림픽에 첫 팀을 보냈다.
하계 올림픽에서 룩셈부르크를 대표하여 메달을 획득한 선수는 단 세 명뿐이다. 역도 선수 조셉 알진(Joseph Alzin, 1920년 은메달), 육상 선수 조시 바델(Josy Barthel, 1952년 금메달)이다. 20세기 후반에는 이전에 메달을 받은 육상 선수로 미셸 테아토(Michel Théato)가 있다. 프랑스에는 실제로 룩셈부르크 사람이었다. 테아토는 남자 마라톤에서 금메달을 획득했다.
룩셈부르크는 1928년 동계 올림픽에 처음 참가한 이후 총 10번의 동계 올림픽에 참가했다. 따라서 룩셈부르크는 가장 먼저 참가한 국가 중 하나임에도 불구하고 상대적으로 적은 수의 올림픽에 참가했다. 현재까지 룩셈부르크는 은메달과 1992년 마크 지라델리(Marc Girardelli)가 획득한 메달 등 총 두 개의 메달을 획득했다.
룩셈부르크는 장크트모리츠에서 처음으로 출전했고, 1936년 가르미슈파르텐키르헨 올림픽에서 두 번째로 출전한 이후 룩셈부르크는 이후 50년 동안 올림픽에 참가하지 않았다. 가장 높은 산봉우리(크네이프)가 해발 560m(1,837피트)에 불과한 저지대 국가인 룩셈부르크는 대부분의 동계 올림픽 스포츠에서 전통이 거의 없었다.
그러나 오스트리아 태생의 알파인 스키 선수인 마크 지라델리(Marc Girardelli)가 귀화하면서 룩셈부르크는 1988년 올림픽에 복귀했다. 다음 동계 올림픽인 1992년 알베르빌에서 지라델리는 룩셈부르크 최초의 동계 올림픽 메달 2개를 획득하여 두 부문, 즉 대회전(giant slalom)과 슈퍼 대회전(super-G)에서 모두 은메달을 획득했다.
지라델리와 룩셈부르크 모두 1992년 이후 동계 메달을 획득하지 못했지만, 1998년 패트릭 슈미트(Patrick Schmit)와 2006년 플뢰르 맥스웰(Fleur Maxwell)이라는 두 명의 아이스 스케이터가 후속 올림픽에 등장하면서 룩셈부르크가 동계 올림픽 세계 무대로 복귀한 것이 유지되었다.
룩셈부르크는 2명의 선수로 2010년 동계 올림픽 출전 자격을 얻었지만 한 명은 NOC가 정한 기준에 도달하지 못했고 다른 한 명은 대회 전에 부상을 입어 참가하지 못했다.

## 종목별 메달 집계

### 하계 종목
| 경기 | 금 | 은 | 동 | 합계 | 순위 |
| ---- | -- | -- | -- | ---- | ---- |
| 육상 | 1  | 0  | 0  | 1    | 66   |
| 역도 | 0  | 1  | 0  | 1    | 49   |
| 합계 | 1  | 1  | 0  | 2    | 98   |

### 동계 종목
| 경기       | 금 | 은 | 동 | 합계 | 순위 |
| ---------- | -- | -- | -- | ---- | ---- |
| 알파인스키 | 0  | 2  | 0  | 2    | 16   |
| 합계       | 0  | 2  | 0  | 2    | 41   |

## 같이 보기
- 분류:룩셈부르크의 올림픽 참가 선수